# Planilàndia
Planilàndia: Una novel·la amb moltes dimensions. (traducció de l'anglès Flatland) és una novel·la clàssica de ciència-ficció, escrita l'any 1884 per Edwin Abbott Abbott. Encara avui s'utilitza per a l'estudi de la geometria a moltes escoles i instituts, i es considera una lectura útil per a estudiar el concepte de dimensió. Com obra literària, Planilàndia és una sàtira de l'època victoriana.

## Argument
El llibre parla sobre un món bidimensional anomenat Planilàndia. El narrador, un humil quadrat, ens guia a través d'algunes de les implicacions de la seva vida en dues dimensions. "Quadrat" té un somni on visita un món unidimensional (Linialàndia), i intenta convèncer l'ignorant monarca de Linialàndia sobre l'existència d'una segona dimensió, que és incomprensible per als habitants del món unidimensional. "Quadrat" rep aleshores, la visita d'una esfera tridimensional, a qui no pot comprendre fins que no arriba a veure la tercera dimensió per ell mateix. Llavors "Quadrat" té un somni on visita Puntilàndia (composta d'un sol punt amb consciència de la seva pròpia existència que ho ocupa tot i no sap de res a part d'ell mateix) i descobreix que no pot rescatar el Punt del seu estat d'autosatisfacció. "Quadrat" aspira a ensenyar als altres a tenir aspiracions. La relació estudiant-alumne s'inverteix quan, després d'obrir la ment de l'esfera a noves dimensions, "Quadrat" tracta de convèncer l'esfera de l'existència d'una quarta dimensió espacial, una cinquena, una sisena i així en endavant. "Quadrat" acaba a la presó de Planilàndia pels seus intents de corrompre el pensament establert sobre les dues úniques dimensions, però tot i així aconsegueix viatjar quan l'esfera el va a visitar per "treure'l" de la segona dimensió.
L'obra reflecteix amb cruesa la rígida estructura jeràrquica de l'Anglaterra victoriana, on els habitants són figures geomètriques. El nombre d'angles i costats determinen d'una manera immutable l'estatus de cadascú, de manera que, els triangles isòsceles són les classes més baixes i els soldats. La classe mitjana està formada pels triangles equilàters, els quadrats els professionals, els hexàgons l'aristocràcia i els cercles representen els sacerdots.